# Gruna da Parede Vermelha
A gruna da Parede Vermelha é uma caverna localizada na cidade de Andaraí, próxima ao povoado de Igatu, no Parque Nacional da Chapada Diamantina, região central do estado brasileiro da Bahia, na Serra do Sincorá.
Geologicamente sua formação tem origem no Proterozoico, há bilhões de anos, quando teve início a deposição dos materiais que vieram a constituir as rochas metassedimentares de arenito, siltito e argilito que a compõem. Está numa altitude de  595 metros.
Distante cerca de 800 metros da gruna das Cobras, têm ambas as mesmas características geológicas, além de nelas haver sido identificada uma nova espécie de aracnídeo (Tmesiphantes hypogeus sp. nov.), considerada a primeira espécie de tarântula troglóbia do Brasil, e uma das cinco então conhecidas no mundo, havendo sido coletadas duas fêmeas do aracnídeo.